# Ludwinowo (województwo wielkopolskie)
Ludwinowo – wieś w Polsce położona w województwie wielkopolskim, w powiecie gostyńskim, w gminie Pępowo. Położona o 3 km na zachód od Pępowa. Wieś ma długość około 4,5 km.

## Historia
Ludwinowo powstało w wyniku uwłaszczenia w XIX, powstało wtedy 18 gospodarstw o łącznej powierzchni 251 ha. Nazwa wsi pochodzi od imienia drugiej żony właściciela majątku, Ludwiki z Bispingów. Najstarszym budynkiem w Ludwinowie jest szkoła położona w centralnej części wsi, pochodząca z początku XX wieku
W okresie Wielkiego Księstwa Poznańskiego (1815-1848) miejscowość wzmiankowana jako kolonia Ludwinowo należała do wsi większych w ówczesnym pruskim powiecie Kröben (krobskim) w rejencji poznańskiej. Ludwinowo należało do okręgu krobskiego tego powiatu i stanowiło część majątku Chocieszewice, którego właścicielem był wówczas (1846) Teodor Mycielski. Według spisu urzędowego z 1837 roku kolonia liczyła 125 mieszkańców, którzy zamieszkiwali 17 dymów (domostw).
W latach 1975–1998 miejscowość położona była w województwie leszczyńskim.